# Liste der Naturschutzgebiete im Ennepe-Ruhr-Kreis
Die Liste der Naturschutzgebiete im Ennepe-Ruhr-Kreis enthält die Naturschutzgebiete des Ennepe-Ruhr-Kreises in Nordrhein-Westfalen.

## Liste
| Kennung | Gebietsname                                       | Gemeinde(n)            | CDDA-Code | Fläche in ha | Flächen- anzahl | Jahr der Ausweisung | Bild           |
| ------- | ------------------------------------------------- | ---------------------- | --------- | ------------ | --------------- | ------------------- | -------------- |
| EN-001  | Kluterthöhle und Bismarckhöhle                    | Ennepetal              | 164158    | 18,5301      | 1               | 1937                |                |
| EN-002  | Wupperschleife Bilstein-Daipenbecke               | Ennepetal              | 82948     | 100,7457     | 4               | 1967                | weitere Bilder |
| EN-003  | Alte Ruhr-Katzenstein                             | Hattingen              | 162095    | 150,0779     | 3               | 1950                | weitere Bilder |
| EN-004  | Kermelbach                                        | Witten Herdecke        | 164056    | 10,4423      | 1               | 1984                | weitere Bilder |
| EN-005  | Hardenstein                                       | Witten                 | 163529    | 16,5582      | 1               | 1984                | weitere Bilder |
| EN-006  | Ruhraue Witten-Gedern                             | Witten Herdecke        | 165254    | 84,8910      | 2               | 1984                | weitere Bilder |
| EN-007  | Elbschebach Witten Bommerholz                     | Witten Wetter (Ruhr)   | 162918    | 32,0159      | 1               | 1984                | weitere Bilder |
| EN-008  | Saure Epscheid                                    | Breckerfeld            | 165341    | 2,8889       | 1               | 1987                | weitere Bilder |
| EN-009  | Wald am oberen Paasbach                           | Sprockhövel Hattingen  | 166134    | 50,9249      | 1               | 1991                | weitere Bilder |
| EN-010  | Ruhraue Hattingen Winz                            | Hattingen              | 319020    | 118,7399     | 1               | 1995                | weitere Bilder |
| EN-011  | Unteres Sprockhöveler Bachtal                     | Hattingen              | 319247    | 50,3589      | 6               | 1995                | weitere Bilder |
| EN-012  | Maasbecke                                         | Hattingen              | 318757    | 10,6955      | 1               | 1995                | weitere Bilder |
| EN-013  | Naturschutzgebiet Deilbachtal (Ennepe-Ruhr-Kreis) | Sprockhövel Hattingen  | 162718    | 28,0175      | 2               | 1995                | weitere Bilder |
| EN-014  | Felderbachtal                                     | Hattingen              | 318387    | 7,0975       | 2               | 1995                | weitere Bilder |
| EN-015  | Oberes Felderbachtal                              | Sprockhövel            | 318881    | 14,1085      | 2               | 1995                | weitere Bilder |
| EN-016  | Am Nockenberg                                     | Sprockhövel            | 318107    | 14,6794      | 2               | 1995                | weitere Bilder |
| EN-017  | Oberes Sprockhöveler Bachtal                      | Sprockhövel            | 318892    | 15,8080      | 2               | 1995                | weitere Bilder |
| EN-018  | Südliches Sprockhöveler Bachtal                   | Sprockhövel            | 319183    | 8,0101       | 1               | 1995                | weitere Bilder |
| EN-019  | Südholz                                           | Gevelsberg             | 319181    | 15,9921      | 1               | 1999                | weitere Bilder |
| EN-020  | Krabbenheider Bach in Gevelsberg                  | Gevelsberg             | 318681    | 29,3655      | 3               | 1999                | weitere Bilder |
| EN-021  | Gevelsberger Stadtwald                            | Gevelsberg Ennepetal   | 318953    | 501,7259     | 2               | 1999                | weitere Bilder |
| EN-022  | Hasper Bachtal                                    | Ennepetal              | 318507    | 8,5372       | 1               | 1999                | weitere Bilder |
| EN-023  | Tal der Wolfsbecke                                | Schwelm                | 319194    | 15,0628      | 1               | 1999                | weitere Bilder |
| EN-024  | Tal der Fastenbecke                               | Schwelm                | 319193    | 26,4423      | 1               | 1999                | weitere Bilder |
| EN-025  | Tal der Brambecke                                 | Schwelm Ennepetal      | 319191    | 43,9783      | 2               | 1999                | weitere Bilder |
| EN-026  | Heilenbecker Tal                                  | Ennepetal              | 318524    | 6,4942       | 2               | 1999                | weitere Bilder |
| EN-027  | Bilstein                                          | Ennepetal              | 318197    | 36,7685      | 1               | 1999                | weitere Bilder |
| EN-028  | Tal der Ennepe                                    | Ennepetal              | 319192    | 70,4404      | 7               | 1999                | weitere Bilder |
| EN-029  | Freebach                                          | Ennepetal              | 318412    | 5,0018       | 1               | 1999                | weitere Bilder |
| EN-030  | Tal der Ennepe                                    | Breckerfeld            | 378295    | 23,2460      | 2               | 2005                | weitere Bilder |
| EN-031  | Felsen am Harkortsee                              | Herdecke Wetter (Ruhr) |           | 7,9451       | 1               | 2010                | weitere Bilder |